# Fritz Klein
Fritz Klein (n. 24 noiembrie 1888, Codlea, Brașov, România – d. 13 decembrie 1945, Hameln, Saxonia Inferioară, Germania) a fost un medic sas, condamnat la moarte pentru atrocitățile comise în Lagărul de concentrare Bergen-Belsen.

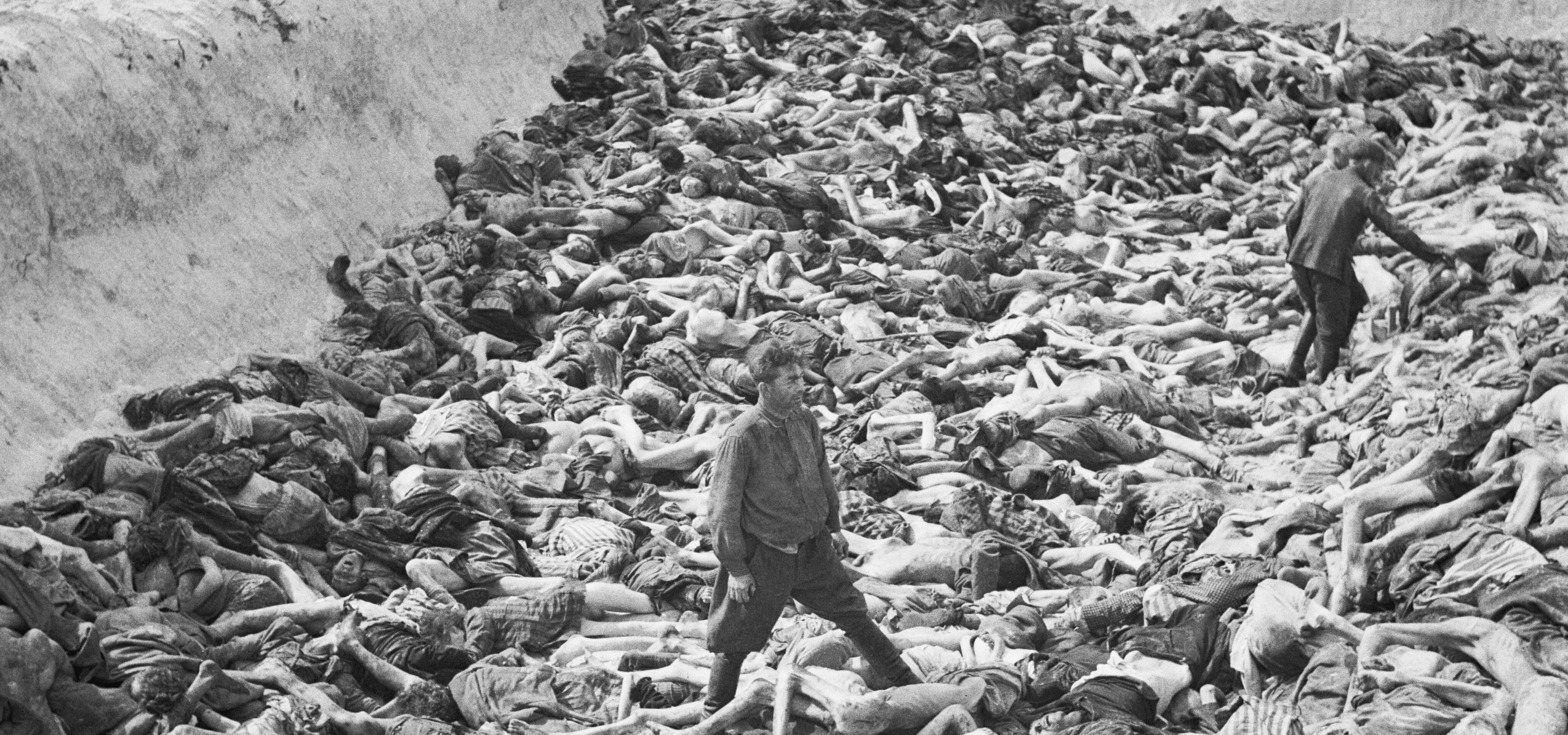
Fritz Klein într-o groapă comună din Bergen-Belsen după ce i s-a ordonat de către eliberatorii britanici să ajute la îngroparea victimelor găsite în lagăr în aprilie 1945.